# Никола Жигич
Никола Жигич (серб. Nikola Žigić / Никола Жигић, нар. 25 вересня 1980, Бачка-Топола) — сербський футболіст, нападник, відомий виступами за «Црвену Звезду», низку іспанських команд, «Бірмінгем Сіті», а також національну збірну Сербії.

## Клубна кар'єра
У дорослому футболі дебютував 1998 року виступами за команду клубу «Бачка-Топола», в якій провів три сезони, взявши участь у 76 матчах чемпіонату, після чого виступав у складі кількох сербських середнячків.
Своєю грою привернув увагу представників тренерського штабу «Црвени Звезди», до складу якого приєднався 2003 року. Відіграв за белградську команду наступні чотири сезони своєї ігрової кар'єри. Більшість часу, проведеного у складі «Црвени Звезди», був основним гравцем атакувальної ланки команди і одним з головних бомбардирів команди, маючи середню результативність на рівні 0,68 голу за гру першості.
З 2006 по 2010 рік грав у складі іспанських «Расінга» та «Валенсії».
До складу клубу «Бірмінгем Сіті» приєднався 25 травня 2010 року за 6 млн фунтів. Наразі встиг відіграти за команду з Бірмінгема 59 матчів в національному чемпіонаті.

## Виступи за збірну
31 березня 2004 року дебютував в офіційних матчах за національну збірну Сербії і Чорногорії, у складі якої був учасником чемпіонату світу 2006 року, де зіграв у двох матчах і забив один гол. Всього за цю збірну за три роки провів 13 матчів, забивши 4 голи.
16 серпня 2006 року дебютував в офіційних матчах у складі національної збірної Сербії, яка проводила свій перший офіційний матч.
У складі збірної був учасником чемпіонату світу 2010 року у ПАР, на якому зіграв в усіх трьох матчах збірної на турнірі.
Наразі провів у формі головної команди країни 44 матчі, забивши 16 голів.

## Статистика виступів

### Статистика клубних виступів
Станом на 21 квітня 2012 року
| Сезон                     | Команда                   | Чемпіонат                 | Чемпіонат | Чемпіонат | Національний кубок | Національний кубок | Національний кубок | Континентальні кубки | Континентальні кубки | Континентальні кубки | Усього | Усього |
| Сезон                     | Команда                   | Ліга                      | Ігор      | Голів     | Ліга               | Ігор               | Голів              | Ліга                 | Ігор                 | Голів                | Ігор   | Голів  |
| ------------------------- | ------------------------- | ------------------------- | --------- | --------- | ------------------ | ------------------ | ------------------ | -------------------- | -------------------- | -------------------- | ------ | ------ |
| 2003-04                   | / «Црвена Звезда»         | 1Л                        | 28        | 18        | КСіЧ               | ?                  | 2                  | КУЄФА                | 5                    | 6                    | 33     | 26     |
| 2004-05                   | / «Црвена Звезда»         | 1Л                        | 25        | 15        | КСіЧ               | ?                  | 2                  | ЛЧ+КУЄФА             | 5                    | 3                    | 30     | 20     |
| 2005-06                   | / «Црвена Звезда»         | 1Л                        | 24        | 12        | КСіЧ               | ?                  | 2                  | КУЄФА                | 7                    | 5                    | 31     | 19     |
| 2006-07                   | / «Црвена Звезда»         | СЛ                        | 3         | 2         | КС                 | 0                  | 0                  | ЛЧ+КУЄФА             | 4                    | 2                    | 7      | 4      |
| Усього за «Црвену Звезду» | Усього за «Црвену Звезду» | Усього за «Црвену Звезду» | 81        | 47        |                    | ?                  | 6                  |                      | 21                   | 16                   | 101    | 69     |
| 2006-07                   | «Расінг»                  | ПД                        | 32        | 11        | КІ                 | 0                  | 0                  | -                    | 0                    | 0                    | 32     | 11     |
| 2007-08                   | «Валенсія»                | ПД                        | 15        | 1         | КІ                 | 1                  | 1                  | ЛЧ                   | 2                    | 0                    | 18     | 2      |
| 2008–09                   | «Валенсія»                | ПД                        | 0         | 0         | КІ                 | 1                  | 1                  | КУЄФА                | 3                    | 2                    | 4      | 3      |
| 2008–09                   | «Расінг»                  | ПД                        | 19        | 13        | КІ                 | 0                  | 0                  | -                    | 0                    | 0                    | 19     | 13     |
| Усього за «Расінг»        | Усього за «Расінг»        | Усього за «Расінг»        | 51        | 24        |                    | 0                  | 0                  |                      | 0                    | 0                    | 51     | 24     |
| 2009–10                   | «Валенсія»                | ПД                        | 13        | 4         | КІ                 | 4                  | 3                  | КУЄФА                | 7                    | 2                    | 24     | 9      |
| Усього за «Валенсію»      | Усього за «Валенсію»      | Усього за «Валенсію»      | 28        | 5         |                    | 6                  | 5                  |                      | 12                   | 4                    | 46     | 14     |
| 2010-11                   | «Бірмінгем Сіті»          | ПЛ                        | 25        | 5         | КА+КЛ              | 2+7                | 0+3                | -                    | 0                    | 0                    | 34     | 8      |
| 2011-12                   | «Бірмінгем Сіті»          | Ч                         | 34        | 11        | КА+КЛ              | 1+1                | 0+0                | -                    | 0                    | 0                    | 41     | 11     |

### Статистика виступів за збірну
Станом на 21 квітня 2012 року
| Дата       | Місто   | Господарі            | Результат | Гості                | Турнір                   | Голи | Примітки |
| ---------- | ------- | -------------------- | --------- | -------------------- | ------------------------ | ---- | -------- |
| 31/03/2004 | Белград | Сербія та Чорногорія | 0 – 1     | Норвегія             | товариський матч         | -    |          |
| 08/06/2005 | Торонто | Сербія та Чорногорія | 1 – 1     | Італія               | товариський матч         | 1    |          |
| 15/08/2005 | Київ    | Польща               | 3 – 2     | Сербія та Чорногорія | Кубок Лобановського 2005 | 1    |          |
| 17/08/2005 | Київ    | Україна              | 2 – 1     | Сербія та Чорногорія | Кубок Лобановського 2005 | -    |          |
| 03/09/2005 | Белград | Сербія та Чорногорія | 2 – 0     | Литва                | Відбір до ЧС 2006        | -    |          |
| 07/09/2005 | Мадрид  | Іспанія              | 1 – 1     | Сербія та Чорногорія | Відбір до ЧС 2006        | -    |          |
| 08/10/2005 | Вільнюс | Литва                | 0 – 2     | Сербія та Чорногорія | Відбір до ЧС 2006        | -    |          |
| 12/10/2005 | Белград | Сербія та Чорногорія | 1 – 0     | Боснія і Герцеговина | Відбір до ЧС 2006        | -    |          |
| 13/11/2005 | Нанкін  | КНР                  | 0 – 2     | Сербія та Чорногорія | товариський матч         | 1    |          |
| 16/11/2005 | Сеул    | Південна Корея       | 0 – 2     | Сербія та Чорногорія | товариський матч         | -    |          |
| 27/05/2006 | Белград | Сербія та Чорногорія | 1 – 1     | Уругвай              | товариський матч         | -    |          |
| 11/06/2006 | Лейпциг | Сербія та Чорногорія | 0 – 1     | Нідерланди           | ЧС 2006 - 1-й етап       | -    |          |
| 21/06/2006 | Мюнхен  | Кот-д'Івуар          | 3 – 2     | Сербія та Чорногорія | ЧС 2006 - 1-й етап       | 1    |          |
| Усього     |         | Матчів               | 13        |                      | Голів                    | 4    |          |

| Дата       | Місто                | Господарі          | Результат | Гості             | Турнір             | Голи | Примітки |
| ---------- | -------------------- | ------------------ | --------- | ----------------- | ------------------ | ---- | -------- |
| 16/08/2006 | Угерске Градіште     | Чехія              | 1 – 3     | Сербія            | товариський матч   | -    |          |
| 02/09/2006 | Белград              | Сербія             | 1 – 0     | Азербайджан       | Відбір до ЧЄ 2008  | 1    |          |
| 06/09/2006 | Варшава              | Польща             | 1 – 1     | Сербія            | Відбір до ЧЄ 2008  | -    |          |
| 07/10/2006 | Белград              | Сербія             | 1 – 0     | Бельгія           | Відбір до ЧЄ 2008  | 1    |          |
| 11/10/2006 | Белград              | Сербія             | 3 – 0     | Вірменія          | Відбір до ЧЄ 2008  | 1    |          |
| 15/11/2006 | Белград              | Сербія             | 1 – 1     | Норвегія          | товариський матч   | -    |          |
| 24/03/2007 | Алмати               | Казахстан          | 2 – 1     | Сербія            | Відбір до ЧЄ 2008  | 1    |          |
| 08/09/2007 | Белград              | Сербія             | 0 – 0     | Фінляндія         | Відбір до ЧЄ 2008  | -    |          |
| 12/09/2007 | Лісабон              | Португалія         | 1 – 1     | Сербія            | Відбір до ЧЄ 2008  | -    |          |
| 13/10/2007 | Єреван               | Вірменія           | 0 – 0     | Сербія            | Відбір до ЧЄ 2008  | -    |          |
| 17/10/2007 | Баку                 | Азербайджан        | 1 – 6     | Сербія            | Відбір до ЧЄ 2008  | 1    |          |
| 21/11/2007 | Белград              | Сербія             | 2 – 2     | Польща            | Відбір до ЧЄ 2008  | 1    |          |
| 24/09/2007 | Белград              | Сербія             | 1 – 0     | Казахстан         | Відбір до ЧЄ 2008  | -    |          |
| 06/02/2008 | Скоп'є               | Північна Македонія | 1 – 1     | Сербія            | товариський матч   | -    |          |
| 26/03/2008 | Київ                 | Україна            | 2 – 0     | Сербія            | товариський матч   | -    |          |
| 28/05/2008 | Бургхаузен           | Росія              | 2 – 1     | Сербія            | товариський матч   | -    |          |
| 06/09/2008 | Белград              | Сербія             | 2 – 0     | Фарерські острови | Відбір до ЧС 2010  | 1    |          |
| 10/09/2008 | Париж                | Франція            | 2 – 1     | Сербія            | Відбір до ЧС 2010  | -    |          |
| 11/10/2008 | Белград              | Сербія             | 3 – 0     | Литва             | Відбір до ЧС 2010  | 1    |          |
| 15/10/2008 | Відень               | Австрія            | 1 – 3     | Сербія            | Відбір до ЧС 2010  | -    |          |
| 28/03/2009 | Констанца            | Румунія            | 2 – 3     | Сербія            | Відбір до ЧС 2010  | -    |          |
| 01/04/2009 | Белград              | Сербія             | 2 – 0     | Швеція            | товариський матч   | 1    |          |
| 10/06/2009 | Торсгавн             | Фарерські острови  | 0 – 2     | Сербія            | Відбір до ЧС 2010  | -    |          |
| 12/08/2009 | Преторія             | ПАР                | 1 – 3     | Сербія            | товариський матч   | -    |          |
| 09/09/2009 | Белград              | Сербія             | 1 – 1     | Франція           | Відбір до ЧС 2010  | -    |          |
| 10/10/2009 | Белград              | Сербія             | 5 – 0     | Румунія           | Відбір до ЧС 2010  | 1    |          |
| 14/10/2009 | Маріямполе           | Литва              | 2 – 1     | Сербія            | Відбір до ЧС 2010  | -    |          |
| 18/11/2009 | Лондон               | Південна Корея     | 0 – 1     | Сербія            | товариський матч   | 1    |          |
| 03/03/2010 | Алжир (місто)        | Алжир              | 0 – 3     | Сербія            | товариський матч   | -    |          |
| 03/03/2010 | Клагенфурт           | Нова Зеландія      | 1 – 0     | Сербія            | товариський матч   | -    |          |
| 02/06/2010 | Куфштайн             | Польща             | 0 – 0     | Сербія            | товариський матч   | -    |          |
| 05/06/2010 | Белград              | Сербія             | 4 – 3     | Камерун           | товариський матч   | -    |          |
| 13/06/2010 | Преторія             | Сербія             | 0 – 1     | Гана              | ЧС 2010 - 1-й етап | -    |          |
| 18/06/2010 | Порт-Елізабет        | Німеччина          | 0 – 1     | Сербія            | ЧС 2010 - 1-й етап | -    |          |
| 23/06/2010 | Мбомбела             | Австралія          | 2 – 1     | Сербія            | ЧС 2010 - 1-й етап | -    |          |
| 03/09/2010 | Торсгавн             | Фарерські острови  | 0 – 3     | Сербія            | Відбір до ЧЄ 2012  | 1    |          |
| 07/09/2010 | Белград              | Сербія             | 1 – 1     | Словенія          | Відбір до ЧЄ 2012  | 1    |          |
| 08/10/2010 | Белград              | Сербія             | 1 – 3     | Естонія           | Відбір до ЧЄ 2012  | 1    |          |
| 17/11/2010 | Софія (місто)        | Болгарія           | 0 – 1     | Сербія            | товариський матч   | 1    |          |
| 29/03/2011 | Таллінн              | Естонія            | 1 – 1     | Сербія            | Відбір до ЧЄ 2012  | -    |          |
| 07/10/2011 | Белград              | Сербія             | 1 – 1     | Італія            | Відбір до ЧЄ 2012  | -    |          |
| 12/11/2011 | Сантьяго-де-Керетаро | Мексика            | 2 – 0     | Сербія            | товариський матч   | -    |          |
| 15/11/2011 | Сан-Педро-Сула       | Гондурас           | 2 – 0     | Сербія            | товариський матч   | -    |          |
| Усього     |                      | Матчів             | 44        |                   | Голів              | 16   |          |

## Титули і досягнення

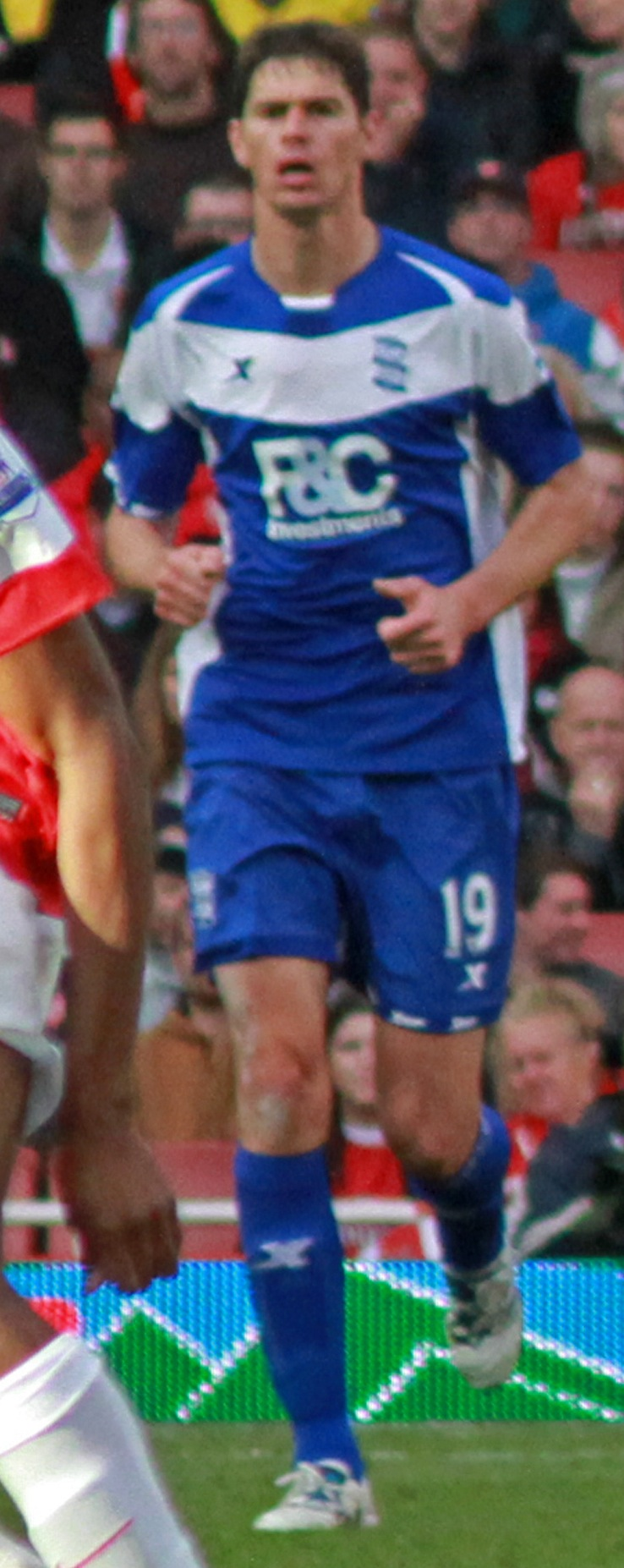
Никола Жигич у складі «Бірмінгем Сіті» в матчі проти «Авсенала». 16 жовтня 2010 року

### Командні
- Чемпіон Сербії і Чорногорії (2):

«Црвена Звезда»: 2003-04, 2005-06
- Володар Кубка Сербії і Чорногорії (2):

«Црвена Звезда»: 2003-04, 2005-06
- Володар Кубка Іспанії з футболу (1):

«Валенсія»: 2007–08
- Володар Кубка Футбольної ліги (1):

«Бірмінгем Сіті»: 2010–11

### Особисті
- Футболіст року в Югославії: 2003
- Футболіст року в Сербії і Чорногорії: 2005
- Футболіст року в Сербії: 2007
- Найкращий бомбардир чемпіонату Сербії і Чорногорії: 2003–04 (19 голів)